# 泰森食品
泰森食品（Tyson Foods, Inc.，：TSN）是总部位于美国阿肯色州斯普林代尔的一家跨国公司，主要从事食品加工。

## 历史
2005年度，泰森食品是繼JBS S.A之後财富500强中第二大食品加工公司，世界第二大雞肉，牛肉和豬肉加工商和銷售商，每年出口美國牛肉的比例最高。 它與其子公司一起經營主要的食品品牌，包括Jimmy Dean, Hillshire Farm, Sara Lee, Ball Park, Wright Brand, Aidells,和 State Fair.
2018年8月20日泰森食品以21.6億美元現金從巴西肉品巨擘Marfrig Global Foods手中收購麥當勞主要肉食供應商Keystone Foods。
2021年7月3日，泰森食品宣布召回大約8,955,296磅可能摻有李斯特菌的雞肉產品。